# قائمة الملكيات الوراثية

## الملكيات في الدول ذات السيادة

### أفريقيا
- ليسوتو - ليتسي الثالث
- المغرب - محمد السادس بن الحسن
- سوازيلاند - مسواتي الثالث

### الأمريكتين
- أنتيغوا وباربودا - تشارلز الثالث
- باهاماس - تشارلز الثالث
- باربادوس - تشارلز الثالث
- بليز - تشارلز الثالث
- كندا - تشارلز الثالث
- غرينادا - تشارلز الثالث
- جامايكا - تشارلز الثالث
- سانت كيتس ونيفيس - تشارلز الثالث
- سانت لوسيا - تشارلز الثالث
- سانت فينسنت والغرينادين - تشارلز الثالث

### آسيا
- بوتان - جيغمه خيسار نمجيل وانغشاك
- إمبراطورية بروناي - حسن البلقية
- كمبوديا - نورودوم سيهاموني
- اليابان - ناروهيتو
- تايلاند - بوميبول أدولياديج

### الشرق الأوسط
- البحرين - حمد بن عيسى بن سلمان آل خليفة، ملك البحرين
- الأردن - عبد الله الثاني بن الحسين، قائمة ملوك الأردن
- الكويت - مشعل الأحمد الجابر الصباح، قائمة أمراء الكويت
- سلطنة عمان - هيثم بن طارق، قائمة سلاطين عمان
- قطر - تميم بن حمد بن خليفة آل ثاني، قائمة أمراء قطر
- السعودية - سلمان بن عبد العزيز آل سعود، قائمة ملوك السعودية
- الإمارات العربية المتحدة - محمد بن زايد آل نهيان، رئيس دولة الإمارات العربية المتحدة، وحاكم إمارة أبوظبي

### أوروبا
- بلجيكا - فيليب ملك بلجيكا
- الدنمارك - مارغريت الثانية ملكة الدنمارك
- ليختنشتاين - هانز آدم الثاني
- لوكسمبورغ - الدوق الأكبر هنري
- موناكو - ألبير الثاني (أمير موناكو)
- مملكة هولندا - فيليم ألكساندر (ملك هولندا)
- النرويج - هارلد الخامس
- إسبانيا - فيليب السادس ملك إسبانيا
- السويد - كارل السادس عشر غوستاف
- المملكة المتحدة - تشارلز الثالث

### أوقيانوسيا
- أستراليا - تشارلز الثالث
- دومينيون نيوزيلندا - تشارلز الثالث
- بابوا غينيا الجديدة - تشارلز الثالث
- جزر سليمان - تشارلز الثالث
- تونغا - توبو السادس
- توفالو - تشارلز الثالث

## الملكيات دون الوطنية

### أفريقيا
- أشانتي - Otumfuo Nana Osei Tutu II
- إمبراطورية بنين - Ewuare II
- Kingdom of Buganda  [لغات أخرى]‏ - Muwenda Mutebi II، Kabaka of Buganda  [لغات أخرى]‏
- Kingdom of Bunyoro  [لغات أخرى]‏ - Solomon Iguru I، Omukama of Bunyoro  [لغات أخرى]‏
- ايفي - Olubuse II
- اونيتشا (نيجيريا) - Alfred Achebe
- إمارة كانو - Muhammadu Sanusi II
- إمبراطورية الأويو - Lamidi Adeyemi III
- خلافة صكتو - سعد أبو بكر  [لغات أخرى]‏
- Kingdom of Toro  [لغات أخرى]‏ - Rukidi IV، Omukama of Toro  [لغات أخرى]‏
- زولو - Goodwill Zwelithini kaBhekuzulu

### آسيا
- مملكة برليس - راجا سراج الدين
- سلطنة جوهر - السلطان إبراهيم إسماعيل
- سلطنة قدح - السلطان صالح الدين
- سلطنة كلنتن - السلطان محمد الخامس
- سلطنة فهغ - السلطان عبد الله أحمد شاه
- سلطنة فيرق - السلطان نزرين شاه
- سلطنة سلاغور - السلطان شرف الدين إدريس شاه
- سلطنة ترغكانو - السلطان ميزان زين العابدين
- سلطنة سوراكارتا - Susuhunan Pakubuwono XIII
- سلطنة يوجياكرتا - Hamengkubuwono X of Yogyakarta  [لغات أخرى]‏

### الشرق الأوسط
- إمارة أبوظبي - محمد بن زايد آل نهيان
- عجمان (مدينة) - حميد بن راشد النعيمي
- دبي - محمد بن راشد آل مكتوم
- الفجيرة - حمد بن محمد الشرقي
- رأس الخيمة - سعود بن صقر القاسمي
- إمارة الشارقة - سلطان بن محمد القاسمي
- أم القيوين - الشيخ سعود بن راشد بن أحمد بن راشد بن أحمد بن عبد الله المعلا